# Croix de cimetière de Nouvoitou
La croix de cimetière de Nouvoitou est un calvaire situé devant l’église de Nouvoitou, dans le département français d'Ille-et-Vilaine, région Bretagne.

## Historique
La croix date du XVIIe siècle et fait l’objet d’un classement au titre des monuments historiques depuis le 10 mars 1907.

## Architecture

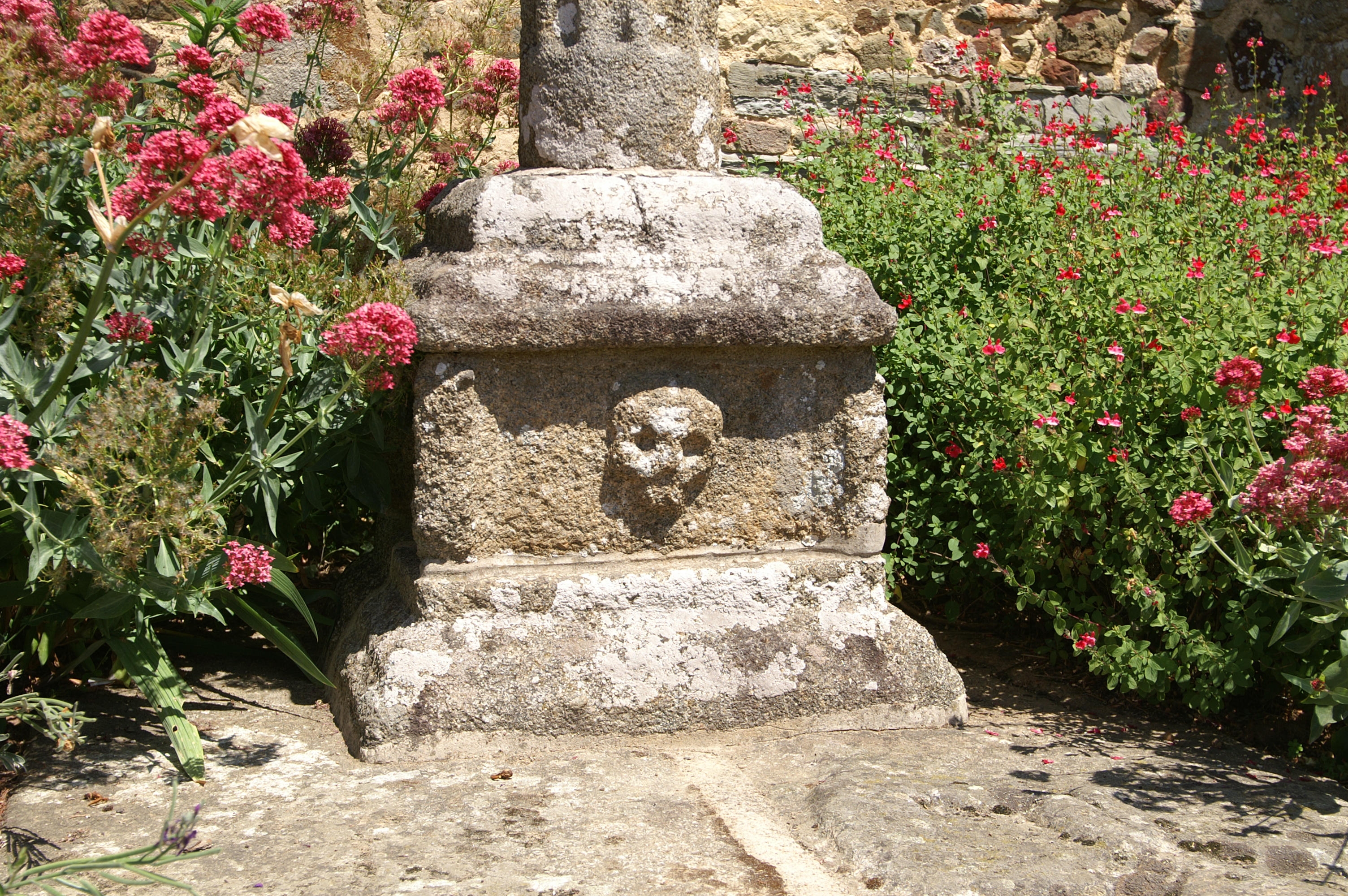
Vue du socle sculpté d'une tête de mort.

La croix est en granit et surmonte un socle passant d'une tête de mort de chaque côté.